# Stephanus Gerhard Everts
Stephanus Gerhard Everts (Amsterdam, 18 januari 1852 - 's-Gravenhage, 8 april 1928) was een Nederlands civiel ingenieur, hoogleraar in aan de Technische Hogeschool te Delft, en rector magnificus.

## Leven en werk
Everts was een zoon van Gerhardus Leonard Everts en Johanna Henrietta Everts. Hij kwam ter wereld in Amsterdam, waar zijn vader was gevestigd als koopman en tabakshandelaar. Hij was een telg uit het Everts geslacht, waarvan enige leden sinds 1821 tot de Nederlandse adel behoren. Hij volgde een opleiding aan de Polytechnische School te Delft, waar hij in 1875 het diploma van civiel ingenieur behaalde.
Everts begon zijn carrière als civiel ingenieur bij de aanleg van spoorwegen in Noord-Holland. Na drie jaar in 1878 werd hij aangesteld als adjunct-ingenieur bij de Staatsspoorwegen. Na een jaar of tien begon hij voor de Provinciale Waterstaat in Groningen, waar hij werd gedetacheerd bij het departement van Waterstaat voor spoorwegaanleg. In 1900 was Everts opgeklommen tot hoofdcommissaris aan het Departement van Waterstaat, Handel en Nijverheid in Den Haag.
Per 1 maart 1900 werd hij benoemd tot hoogleraar in de afdeling der weg- en waterbouw aan de Polytechnische School. Hij gaf hier les in wegenbouw en in brug- en ijzerconstructies. In 1905 werd de Polytechnische school tot Technische Hogeschool, en van 1907 tot 1910 was Everts rector magnificus. Na zijn emeritaat in Delft in 1917 bleef Everts actief. Zo was hij president van het Koninklijk Instituut van Ingenieurs (KIVI) van 1921 tot 1925.
In 1920 was Everts medeoprichter van 't Nederlands Wegencongres, en werd de eerste voorzitter van deze vereniging. In deze hoedanigheid droeg hij bij aan de totstandkoming van de wegenbelasting. In het begin van de jaren twintig van de 20e eeuw zocht men een alternatief voor de belasting op benzine. De vereniging "Het Nederlandsche Wegencongres" had daarvoor een commissie samengesteld onder leiding van Everts. In 1924 presenteerde de commissie Everts een ontwerp-wegenbelastingwet.
In 1927 werd Everts benoemd tot voorzitter van een commissie, die de uitwendige staat van het Koninklijk Paleis op de Dam in Amsterdam ging onderzoeken.
Everts werd benoemd tot Commandeur in de Orde van Oranje-Nassau en Ridder in de Orde van de Nederlandse Leeuw.

## Personalia
Everts was gehuwd met Margaretha Catharina Keijser (1848-1920). Een van hun dochters, Johanna Henrietta Everts (1888-1971), trouwde met Mattheus Henricus Cornelis Vreede, de jongste zoon van Albert Cornelis Vreede. In 1918 werd dit huwelijk overigens weer ontbonden.
Een tweede dochter, Catharina Gerberdina Everts, huwde in 1907 met Derk Jan Kruijtbosch (1883-1954), letterkundige en later rector van het gymnasium te Kampen.

## Publicaties
- Everts, S.G. (1906). Het onderwijs in de waterbouwkunde aan de Polytechnische School. Waltman: Delft.
- Everts, C.G. "Polytechnische School en Technische Hoogeschool," in: Ingen, 26 (1911), 20